# نصب المرأة الأم
نصب المرأة الأم (بالروسية: Мать-Родина) نصب تذكاري يقع في مقبرة بيسكاريوفسكي بمدينة سانت بطرسبرغ، روسيا.

## وصف
تمثال من البرونز طوله ستة أمتار على قاعدة حجر، يُصور امرأة تحمل إكليلا من أوراق البلوط في يديها، وهو رمز الخلود. خلف التمثال جدار حجري نحتت عليه خطوط الفنانة أولغا بيرغولتس:
| نصب المرأة الأم | هنا سكان لينينغراد هنا سكان المدينة، رجال ونساء وأطفال بجانبهم جنود الجيش الأحمر كل حياتي لقد قاموا بحمايتك يا لينينغراد مهد الثورة لن نتمكن من سرد أسماءهم النبيلة هنا لذلك هناك الكثير منهم تحت الحماية الأبدية للجرانيت لكن اعلموا أن هذه الحجارة قد استمعت: لا أحد ينسى ولا شيء ينسى. | نصب المرأة الأم |